# Ботида
Ботида (итал. Bottidda) је насеље у Италији у округу Сасари, региону Сардинија.
Према процени из 2011. у насељу је живело 717 становника. Насеље се налази на надморској висини од 399 м.

## Становништво
| 1931. | 1936. | 1951. | 1961. | 1971. | 1981. | 1991. | 2001. | 2011. |
| ----- | ----- | ----- | ----- | ----- | ----- | ----- | ----- | ----- |
| 1.149 | 1.158 | 1.197 | 1.161 | 1.011 | 835   | 825   | 804   | 736   |